# 佐里夫卡 (卡哈爾雷克區)
49°51′59″N 30°59′19″E / 49.86639°N 30.98861°E
佐里夫卡（烏克蘭語：Зорівка）是位於烏克蘭北部的村莊，由基辅州奧布希夫區的卡哈爾利克市鎮負責管轄。該村始建於1800年，面積0.76平方公里，海拔高度187米，2001年人口120，人口密度每平方公里157.7人。